# Токун, Елена Васильевна
Елена Васильевна Токун (род. 15 марта 1974, Москва, СССР) — российская ватерполистка. Бронзовый призёр летних Олимпийских игр 2000. Двукратный обладатель Кубка европейских чемпионов (1997, 1999); неоднократный серебряный призёр чемпионатов Европы (1993, 1997) и Кубка мира (1997); бронзовый призёр чемпионата Европы (1999). Заслуженный мастер спорта России.
Первые тренеры - Сергей Фролов, Сурен Маркаров, Юрий Туркин. Играла за московскую команду «СКИФ».
За сборную выступала с 1993 года.
Образование - высшее. Замужем.

## Награды и звания
- Заслуженный мастер спорта России
- Орден «За заслуги перед Отечеством» II степени (2001)